# コネストガ・カレッジ
コネストガ・カレッジ (Conestoga College) は、ウォータールー地域にある公立カレッジである。

## 学生数
すべて2012年の数値である。
- フルタイム:9300人
- 見習い:4000人
- パート:35000人
- 卒業生:84000人

## 歴史
- 1967年 - コネストガ応用芸術・技術カレッジとして開校
- 2002年 - コネストガ・カレッジと改称
- 2003年 - 学位を与える(機械システム工学、建築-プロジェクト・施設管理)
- 2005年 - 新しい学位が健康科学部に加えられる
- 2007年 - 統合通信・コンピューターテクノロジーが加えられる

## キャンパス
いくつかのキャンパスが存在する。
- ドゥーンキャンパス - メインキャンパス, 299 Doon Valley Drive, Kitchener, Ontario, N2G 4M4
- ウォータールー (オンタリオ州) キャンパス, 108 University Avenue East, Waterloo, Ontario N2J 2W2
- ケンブリッジ (オンタリオ州) キャンパス, 850 Fountain Street South, Cambridge, Ontario N3H 0A8
- ゲルフ (オンタリオ州) キャンパス, 460 Speedvale Avenue West, Guelph, Ontario N1H 6N6
- ストラトフォード (オンタリオ州) キャンパス, 130 Youngs Street, Stratford, Ontario N5A 1J7
- Cambridge Downtown - Academic Upgrading, Suite 402, 150 Main Street, Cambridge, Ontario N1R 6P9
- Ingersoll Skills Training Centre, 420 Thomas Street, Ingersoll, Ontario N5C 3J7